# Ménil-sur-Belvitte
Ménil-sur-Belvitte är en kommun i departementet Vosges i regionen Grand Est (tidigare regionen Lorraine) i nordöstra Frankrike. Kommunen ligger i kantonen Rambervillers som tillhör arrondissementet Épinal. År 2022 hade Ménil-sur-Belvitte 289 invånare.

## Befolkningsutveckling
Antalet invånare i kommunen Ménil-sur-Belvitte
| Referens: INSEE |